# Supervulcano
     Indice di esplosività vulcanica (VEI) 8
     Indice di esplosività vulcanica (VEI) 7

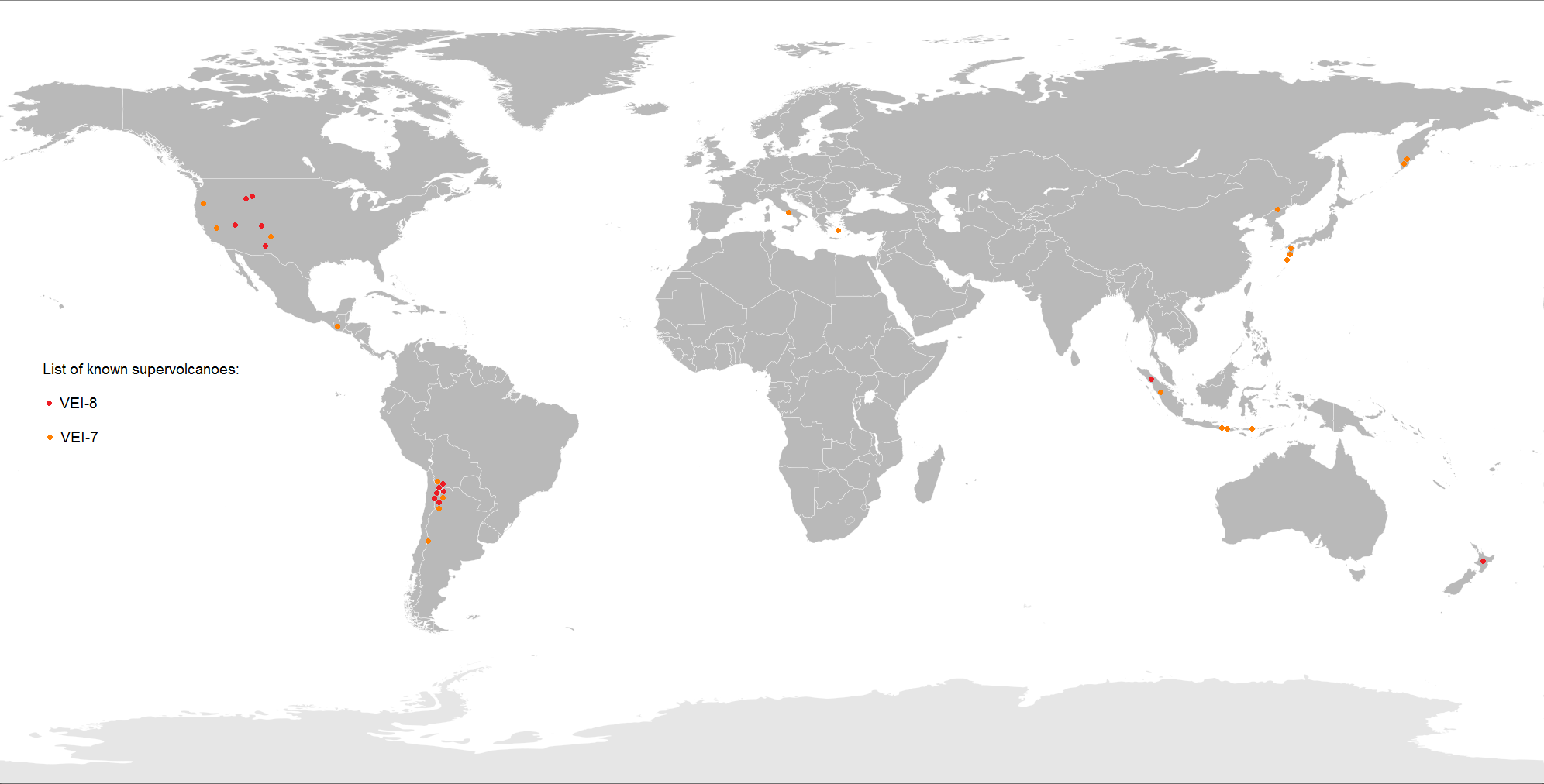
Mappa dei supervulcani noti in tutto il mondo:
Indice di esplosività vulcanica (VEI) 8
Indice di esplosività vulcanica (VEI) 7

Un supervulcano è una di quelle 10-12 grandi caldere presenti sulla superficie terrestre, con un diametro di varie decine di chilometri. Tali strutture sono individuate a livello del suolo e non sono associabili al collasso di precedenti edifici vulcanici come le normali caldere. Si suppone che le grandi caldere vengano generate da un punto caldo (in inglese Hot spot) che è situato in profondità sotto di esse. Tali strutture non sono considerate dei veri e propri vulcani, in quanto non è presente un edificio vulcanico visibile, quanto semmai una depressione di origine vulcanica. 
All'interno delle grandi caldere è possibile notare lo sviluppo di vari crateri più o meno formati e la presenza di un vulcanismo di tipo secondario (geyser, fumarole, sorgenti termali, ecc.). Non è mai stata osservata un'eruzione di questo tipo di caldere (che hanno periodi di quiescenza di centinaia di migliaia di anni tra un'eruzione e l'altra), anche se nelle aree circostanti si trovano chiare tracce geologiche di imponenti eruzioni passate. Gli esempi più noti di questo tipo di apparati sono il parco di Yellowstone (USA), il supervulcano della Valsesia (Italia) ormai non più attivo, i Campi Flegrei (Italia), il lago Toba (Indonesia).
Il termine "supervulcano" si riscontra perlopiù in ambito giornalistico e non in vulcanologia, anche se è stato coniato nel 1949 da un vulcanologo, M. Byers Jr., nel contesto di un dibattito scientifico riguardante gli antichi vulcani dell'Oregon. Esso è stato poi reso popolare dagli autori di un programma divulgativo scientifico, Horizon, mandato in onda dalla BBC nel 2000, per riferirsi al risveglio di tali grandi caldere che producono gigantesche eruzioni vulcaniche, tali da modificare radicalmente il paesaggio locale e condizionare pesantemente il clima a livello mondiale per diversi anni, con effetti cataclismatici sulla vita stessa del pianeta.
Non sono state definite le caratteristiche/dimensioni minime di un supervulcano, anche se tale definizione permette di definire supervulcani quelli che hanno emesso più volte nella loro storia eruttiva almeno 1000 km3 di materiale piroclastico. Secondo questa definizione, Campi Flegrei non sarebbe un supervulcano poiché ha emesso solo 300 km cubici di materiale piroclastico circa 39.000 anni fa.

## Descrizione

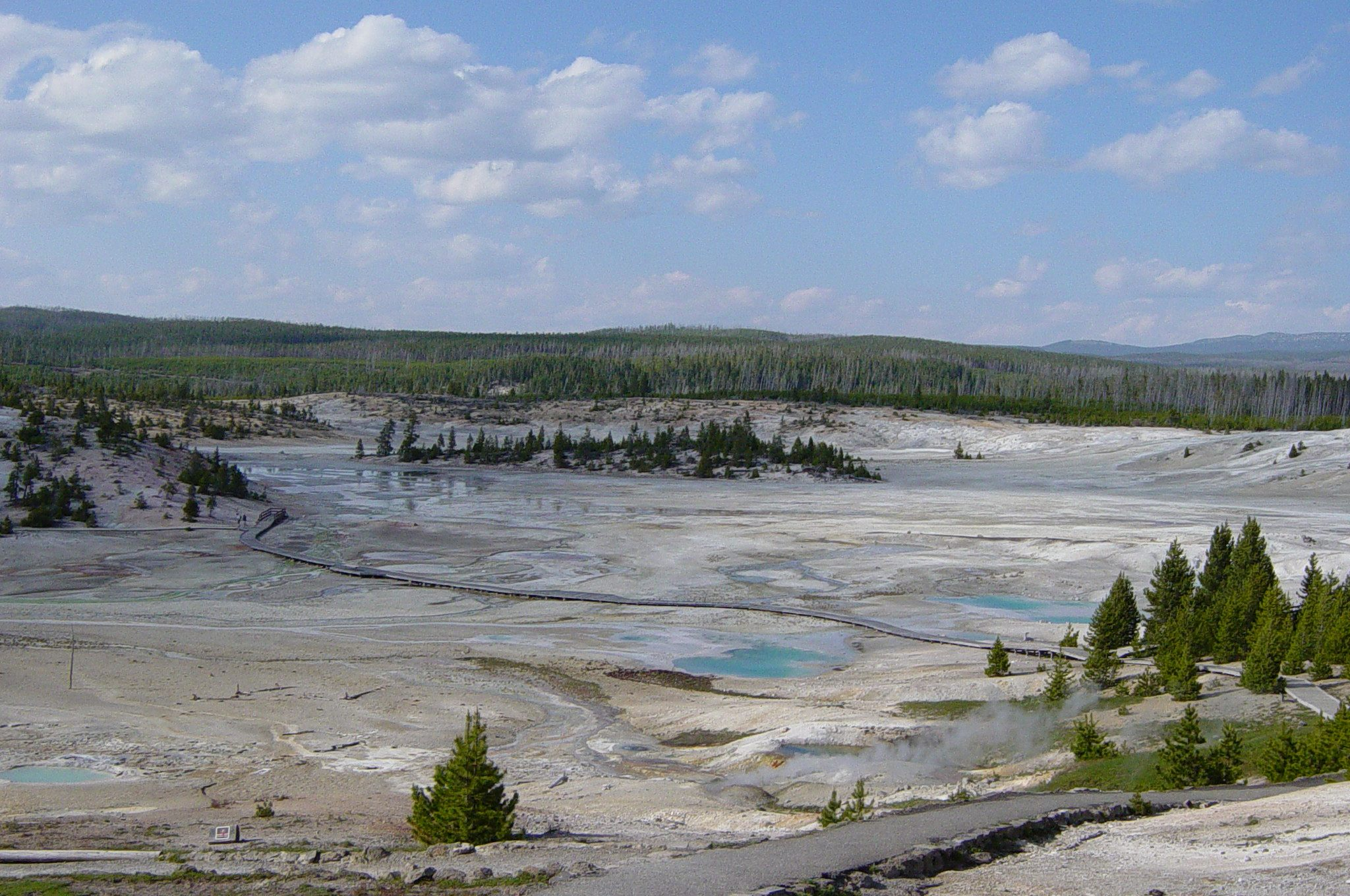
Caldera di Yellowstone

La storia della scoperta dei supervulcani iniziò quando i ricercatori si imbatterono in depressioni circolari simili a quelle delle normali caldere vulcaniche, ma molto più grandi.
Le normali caldere vulcaniche si formano quando la camera magmatica contenente la roccia fusa sotto un vulcano si svuota, provocando così il collasso del terreno soprastante, non più sostenuto al di sotto dalla pressione del magma.
Che anche le caldere molto grandi fossero in relazione con fenomeni vulcanici oltre che per la loro forma fu chiaro per quello che le circondava: enormi depositi di tufi, spessi anche più di 400 metri che mostravano chiaramente di non essere una successione di materiali deposti da più fasi eruttive, ma di essersi formati nel corso di un singolo episodio vulcanico.
Come confronto, se la caldera del vulcano Tambora ha un diametro di circa 5 km e quella del lago di Bolsena oltre 10, nei supervulcani si superano i 60. Questo spiega gli incredibili spessori di tufi in quanto l'area della caldera e il volume di ceneri sono drammaticamente superiori: un cerchio di 60 chilometri di diametro ha un'area 4 volte maggiore di uno di 30 e quasi 150 volte maggiore di uno di 5 chilometri.
Le caratteristiche delle eruzioni dei supervulcani sono state delineate studiando i cristalli di zircone e la loro età, che hanno due caratteristiche: sono molto recenti, di età di poco precedente a quella delle eruzioni che hanno formato i tufi che li contengono, e mostrano una composizione isotopica dell'ossigeno tipica della superficie terrestre e non delle profondità da cui provengono questi magmi.
Un contributo fondamentale nello studio dei supervulcani è stato dato dalle caratteristiche degli zirconi: si è scoperto che il magma, oltre ad una componente profonda, è formato anche da lave che sono il risultato della fusione della crosta provocata dai magmi mantellici, a causa della elevata quantità di calore che hanno trasportato. Quindi gli zirconi hanno ereditato la composizione isotopica dell'ossigeno delle rocce crustali, in cui è evidente l'apporto dell'acqua piovana che percola nella crosta.
Il fenomeno non è limitato ai supervulcani: non è difficile vedere un magma basaltico molto caldo provocare la fusione, parziale o totale, della porzione di crosta adiacente o soprastante. Ne risultano sia una mescolanza fra i due magmi, sia province vulcaniche con una spiccata bimodalità dei magmi, uno profondo e uno crustale (la provincia magmatica toscana ne è un classico esempio). Qui la differenza è soprattutto quantitativa.
Per quanto riguarda le datazioni degli zirconi, si vede chiaramente che c'è tutta la gamma di età comprese tra l'arrivo sotto la crosta del magma basaltico e l'esplosione che ha formato la caldera.
Il dato è molto interessante anche per capire lo stato attuale di un supervulcano, analizzandone la composizione dei gas fumarolici. Un rapporto fra Ossigeno 16 e Ossigeno 18 tipico della crosta significa che il magma sottostante è “maturo”. Se la percentuale di Ossigeno 18 aumenta, vuol dire che da sotto è in arrivo una nuova iniezione di magma, con il rischio di una nuova esplosione.
L'eruzione di un supervulcano è un processo abbastanza semplice: un'enorme bolla di magma arriva verso la superficie e fonde una parte della crosta sottostante. Al di sopra del magma la pressione rigonfia la crosta soprastante sulla quale di conseguenza si formano delle fratture, specialmente lungo un anello che corrisponde alla parte esterna del rigonfiamento. Le fratture arrivano alla camera magmatica e innescano la risalita di magmi e si formano lungo questo anello vari centri eruttivi. Le fratture aumentano di numero e di dimensione fino a che la crosta al loro interno diventa un cilindro isolato dal resto della crosta che lo circonda. A questo punto, ovviamente, il cilindro non riesce a rimanere al suo posto e quindi collassa. Il collasso provoca lo svuotamento istantaneo della camera magmatica, con l'emissione della tipica enorme quantità di tufi, ignimbriti e quant'altro.
Da notare che anche nelle caldere di normali dimensioni come quella del Rabaul in Nuova Guinea succede che crateri avventizi (o piccoli edifici polifasici) si formino esattamente sul bordo della caldera che è oltretutto una fascia nella quale si concentra la sismicità.
Un esempio di questo è la caldera della Long Valley.

### Supervulcani
Il più noto supervulcano, pubblicizzato da film e documentari è Yellowstone: una spettacolare successione di supercaldere che si sono formate sopra un pennacchio di magma proveniente dal mantello. La successione delle caldere nel tempo mostra il movimento della placca nordamericana al di sopra del pennacchio da quando 15 milioni di anni fa incominciò l'attività: all'epoca il pennacchio era sotto l'odierno Idaho.
La caldera della Long Valley, tra la California e il Nevada, fu responsabile 760.000 anni fa della produzione dei Bishop Tuffs, una formazione rocciosa che raggiunge i 200 metri di spessore. L'asse maggiore della caldera è di circa 32 chilometri. Dovrebbe rappresentare una delle ultime fasi dell'attività vulcanica del Great Basin, un'area tra California, Nevada e Arizona caratterizzata da assottigliamento della crosta. Anche qui è presente il dualismo fra uno o più magmi di origine mantellica e altro materiale proveniente dalla fusione della crosta indotta da questi magmi profondi. Ma ancora ci sono forti dubbi sulle cause che hanno provocato l'assottigliamento crustale e l'arrivo dei magmi.
La maggior parte degli altri supervulcani sono invece ben inquadrabili nel classico meccanismo dei vulcani di arco magmatico, in cui i magmi sono uno degli effetti della dinamica di due zolle che si scontrano. È il caso del già citato Toba, in Indonesia. Si calcola che 75.000 anni fa una supereruzione abbia emesso quasi 3.000 chilometri cubi di materiale. Il lago Toba si vede chiaramente osservando una foto satellitare dell'intera isola di Sumatra. La depressione, di forma ellittica, ha gli assi rispettivamente di quasi 100 e quasi 30 chilometri ed è il risultato di almeno 3 se non 4 caldere adiacenti, formatesi tra 1.2 milioni di anni fa e oggi. L'attività vulcanica ha continuato con eruzioni minori nella caldera di Toba, con sollevamenti di alcune aree della caldera che hanno provocato forti terremoti.
Il Taupo in Nuova Zelanda ha provocato la più grande eruzione degli ultimi 5000 anni, datata al 181 d.C. La Zona vulcanica di Taupo presenta un'attività piuttosto continua. Nel 25 360 a.C. l'eruzione di Oruanui produsse 1170 km³ di materiale eruttato, formando una caldera di oltre 30 chilometri di diametro.
I Campi Flegrei in Italia sono una serie di strutture vulcaniche in un'ampia caldera di 15 km di diametro. Hanno prodotto due grandi eruzioni negli ultimi 40 000 anni: l'eruzione dell'ignimbrite campana 39 000 anni fa con più di 300 km3 di materiali eruttati e l'eruzione del tufo giallo napoletano di 15 000 anni fa con più di 40 km³ di materiali eruttati. Altri possibili esempi si trovano in Kamčatka, Aleutine e Giappone. Un'altra area con diversi candidati potrebbe essere il Sudamerica.
All'inizio del XXI secolo è stato scoperto un antico supervulcano in Valsesia, tra Varallo e Prato Sesia, tra le provincie di Vercelli e Novara. Tale supervulcano ha la peculiarità di far affiorare, in alcuni punti, in superficie, i resti dell'antica eruzione avvenuta 250-300 milioni di anni fa.

## Eruzioni
Un'eruzione di livello 8 (VEI-8) è un evento di proporzioni colossali che espelle almeno 1000 km³ di magma di materiale piroclastico. Un'eruzione di questo genere cancellerebbe virtualmente tutte le forme di vita in un raggio di qualche migliaio di chilometri, mentre un'area delle dimensioni paragonabili a un continente verrebbe sepolta da metri di cenere vulcanica.
Le eruzioni di tipo VEI-8 non devono la loro pericolosità alla forma del vulcano, ma al tipo di magma che le genera. Inoltre possono essere pericolose perché possono interagire con una camera magmatica relitta, spesso all'interno di una caldera. La camera magmatica, infatti, si raffredda molto lentamente e può rimanere calda anche per milioni di anni dopo che l'attività vulcanica è cessata. Il rischio di queste eruzioni è quindi legato al fatto che possono avvenire anche in località dove apparentemente non sono presenti vulcani.

## Il ciclo dei supervulcani
La fusione parziale di roccia del mantello sopra la placca di crosta oceanica in affondamento, produce magma che si fa strada verso la crosta continentale dove si deposita nella camera magmatica inferiore. Lentamente, questa camera comincia a fondere la roccia continentale superiore, che ha un grado di fusione inferiore rispetto alla roccia sottostante. Quindi il magma inizia a salire attraverso lunghi condotti verticali tra le due camere verso la camera magmatica superiore. Al riempirsi di questa, il terreno sovrastante comincia a gonfiarsi e il terreno si spacca. La superficie sottoposta a gravi sollecitazioni collassa, e cadendo nella camera magmatica, spinge questa a risalire fuori. Il magma si trasforma in enormi e incandescenti nubi di ceneri, gas e roccia, i cosiddetti flussi piroclastici. Con il tempo, il terreno collassato si fonde a sua volta diventando magma e quindi causando diverse eruzioni. Dopodiché bisogna che passi molto tempo prima che ci sia abbastanza magma per iniziare un nuovo ciclo di un supervulcano.

## Le conseguenze dell'eruzione
Gli effetti che si hanno dopo un'eruzione di un supervulcano sono devastanti per il clima e per la vita presente sulla terra. Una delle più gravi conseguenze sono i tufi di Bishop, ossia uno strato vulcanico spesso anche qualche centinaio di metri. Le ceneri immesse nell'atmosfera però possono avere conseguenze ancora più drastiche. Dei vari gas che costituiscono le eruzioni vulcaniche, il diossido di zolfo è quello che causa l'effetto più intenso sull'ambiente: reagisce infatti con l'ossigeno e acqua per produrre minuscole goccioline di acido solforico.

## Supervulcani notevoli
Queste sono alcune delle zone in cui in futuro potrebbe avvenire un evento vulcanico VEI-8:

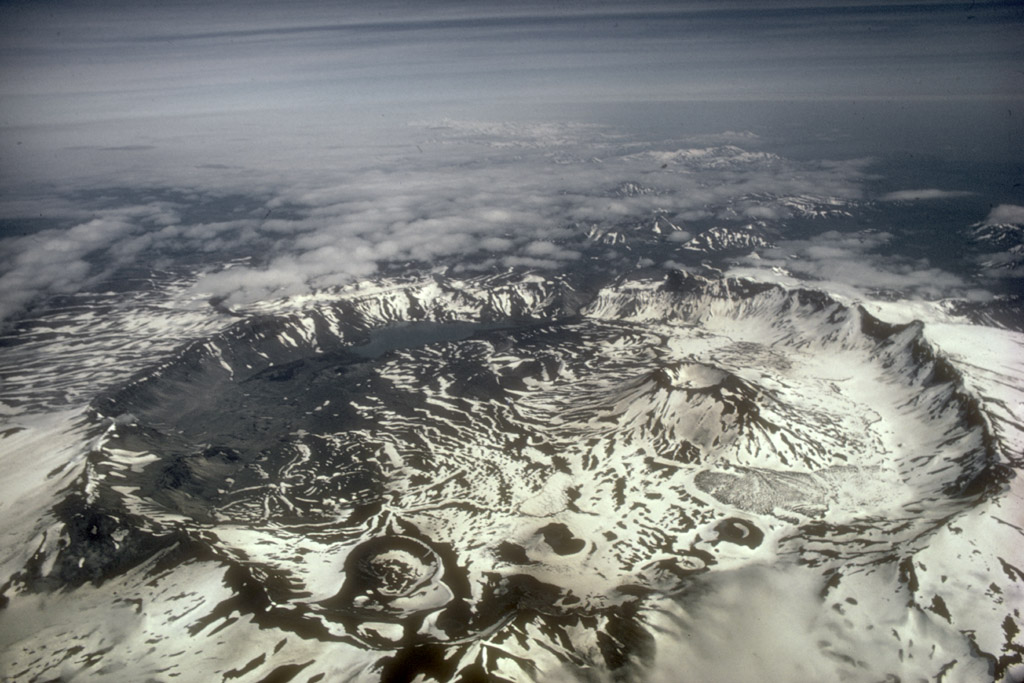
La caldera del vulcano Aniakchak

- Mount Aniakchak, Alaska, Stati Uniti d'America
- Aso, Kyūshū, Giappone
- Kikai Caldera, Ryūkyū, Giappone
- Campi Flegrei, Campania, Italia
- Monte Mazama, Oregon, Stati Uniti d'America (ora Lago Crater)
- Lago Taupo, Isola del Nord, Nuova Zelanda
- Lago Toba, Sumatra, Indonesia
- Valle Grande, Nuovo Messico, Stati Uniti d'America
- Monte Warning, Nuovo Galles del Sud, Australia
- Caldera di Yellowstone, Wyoming, Stati Uniti d'America

## Recenti eruzioni VEI-8
Nessuna eruzione VEI-8 è stata rilevata in periodi storici e preistorici recenti (neolitico). Tuttavia la più recente eruzione di un supervulcano avvenne in Europa circa 39.000 anni fa nella Piana Campana (caldera dei Campi Flegrei) essa generò la cosiddetta Ignimbrite campana, che copre buona parte della Regione Campania e raggiunge, nella zona di Acerra spessori fino a 50 metri. È stato ipotizzato che una delle conseguenze di questa eruzione, i cui detriti si trovano in quasi tutta l'Europa fino all'Ucraina, fu la quasi scomparsa degli uomini di Neandertal,  il cui numero fu drasticamente ridotto e il cui habitat venne ristretto alla sola Europa occidentale. Un'eruzione relativamente "recente" di questo tipo avvenne nei pressi del Lago Toba, a Sumatra circa 74.000 anni fa, gettando l'intero pianeta Terra in un inverno vulcanico durato diversi anni.

## Flusso basaltico
Per flusso basaltico si intende un'emissione di magma con chimismo di tipo basico (povero in silicio), molto fluida. Le eruzioni caratterizzate da magmi basaltici, sono prevalentemente di tipo effusivo (ma non sempre) e possono riversare in superficie anche grandissime quantità di materiale. Esempi classici sono i vulcani hawaiani, enormi strutture emerse dal fondale oceanico in seguito all'accumulo di lave basaltiche. A dispetto dell'enorme mole di materiale che possono generare, questi flussi tendono ad essere visti come non pericolosi, poiché la loro relativa lentezza permetterebbe ad eventuali popolazioni stanziate in loco, di mettersi in salvo.

### Flussi basaltici preistorici
Si sospetta che flussi basaltici preistorici possano essere state le cause o le concause delle grandi estinzioni di massa, compresa quella devastante del Permiano, che estinse la maggioranza delle specie viventi, come anche della più famosa, ma più piccola estinzione del Cretaceo in cui si estinsero i dinosauri.

### Eruzioni di flussi basaltici
- Planalto Brasileiro, Brasile
- Columbia River Plateau, Stati Uniti
- Trappi del Deccan, India
- Trappo Siberiano, Russia

I due più importanti e recenti flussi basaltici moderni si sono verificati in Eldgjá e Lakagigar, entrambi in Islanda. Nessuno di questi eventi ha avuto un tale impatto da essere considerato supervulcanico.

## Il documentarioSupervolcano
Il documentario intitolato Supervolcano, in due parti, fu trasmesso sul primo canale televisivo della BBC il 13 marzo 2005 e il 14 marzo 2005. È stato preso in considerazione l'evento eruttivo che potrebbe aver luogo presso il Parco di Yellowstone, zona in cui è presente un supervulcano.
Venne presentato l'evento mediante una simulazione computerizzata, nel quale l'eruzione avrebbe coperto virtualmente gli interi Stati Uniti con uno strato di ceneri vulcaniche di almeno 1 cm causando la distruzione totale di qualsiasi cosa si trovasse nelle vicinanze e uccidendo piante e animali dell'intero continente americano.